# Kim Do-wan
Kim Do-wan (en hangul, 김도완), es un actor surcoreano.

## Carrera
Es miembro de la agencia "Awesome Entertainment" (어썸이엔티).
El 27 de abril del 2017 se unió al elenco principal de la serie web Seventeen donde interpretó a Ji Eun-woo, hasta el final de la serie el 27 de mayo del mismo año.
El 21 de septiembre del mismo año se unió al elenco principal de la serie web Yellow donde dio vida a Nam Ji-hoon, hasta el final el 21 de octubre del mismo año.
En julio del 2019 se unió al elenco recurrente de la serie Moment of Eighteen (열여덟의 순간, también conocida como "18 Moments") donde dio vida al estudiante Cho Sang-hoon, hasta el final de la serie el 10 de septiembre del mismo año.
El 8 de noviembre del mismo año se unió al elenco principal del drama especial Socialization – Understanding of Dance donde interpretó a Han Sang-jin, un joven popular y atractivo, así como amigable y un gran bailarín.
El 17 de octubre del 2020 se unió al elenco de la serie Start-Up donde dio vida a Kim Yong-san, un ingeniero de software, hasta el final de la serie el 6 de diciembre del mismo año. 
En mayo de 2021 se unió al elenco principal de la serie My Roommate Is a Gumiho (también conocida como "Frightening Cohabitation") donde interpretó a Do Jae-jin, el atractivo amigo de Lee Dam (Lee Hye-ri), un joven que cuando se enamora está dispuesto a renunciar a todo, hasta el final de la serie el 15 de julio del mismo año.

## Filmografía

### Series de televisión
| Año  | Título                                | Personaje                  | Notas                      | Ref.          |
| ---- | ------------------------------------- | -------------------------- | -------------------------- | ------------- |
| 2017 | Seventeen                             | Ji Eun-woo                 | Serie web, 8 episodios     |               |
| 2017 | Yellow                                | Nam Ji-hoon                | Serie web, 10 episodios    |               |
| 2018 | The Great Seducer                     | Joo An                     |                            |               |
| 2018 | Replaylist                            | Ji Eun-woo                 | 3 episodios                |               |
| 2018 | Twelve Nights                         | Yoon Chan (de adolescente) |                            |               |
| 2019 | Moment of Eighteen                    | Cho Sang-hoon              |                            |               |
| 2019 | Socialization: Understanding of Dance | Han Sang-jin               | Drama Special - 1 episodio |               |
| 2020 | How to Buy a Friend                   | Gwak Sang-pil              |                            |               |
| 2020 | Miss Lee Knows                        | Seo Tae-hwa                |                            |               |
| 2020 | Start-Up                              | Kim Yong-san               |                            |               |
| 2021 | My Roommate Is a Gumiho               | Do Jae-jin                 | 16 episodios               |               |
| 2022 | I Have Not Done My Best               | Han Joo-hyuk               |                            |               |
| 2022 | Big Mouse                             | Vecino de Chang-ho y Mi-ho | Aparición especial         | [ 10 ]        |
| 2024 | Wedding Impossible                    | Lee Do-han                 |                            | [ 11 ] [ 12 ] |

### Películas
| Año  | Título             | Personaje  | Notas                                                                                        | Ref.          |
| ---- | ------------------ | ---------- | -------------------------------------------------------------------------------------------- | ------------- |
| 2018 | Cheese in the Trap | Estudiante | junto a Park Hae-jin y Park Ki-woong                                                         |               |
| 2018 | Park Hwa Young     | Sang Sik   | junto a Kang Min-ah, Lee Yoo-mi, Lee Jae-kyoon, Cha Soon-bae, Kim Ga-hee y Dong Hyun-bae     |               |
| 2019 | Miss & Mrs. Cops   | Chan Young | junto a Lee Sung-kyung, Ra Mi-ran, Yoon Sang-hyun, Choi Soo-young, Wi Ha-joon y Ahn Jae-hong | [ 13 ] [ 14 ] |

### Presentador
| Año  | Programa                | Notas                    |
| ---- | ----------------------- | ------------------------ |
| 2019 | Melon Music Awards 2019 | presentador de categoría |

### Aparición en videos musicales
| Año  | Artista          | Canción | Notas               | Ref.   |
| ---- | ---------------- | ------- | ------------------- | ------ |
| 2020 | Onestar (임한별) | "Hello" | junto a Yang Hye-ji | [ 15 ] |